# Elizabeth Anne Allen
Elizabeth Anne Allen (18 november 1970) is een Amerikaanse actrice. Allen is het best bekend om haar terugkerende rol als de heks Amy Madison in de televisieserie Buffy the Vampire Slayer.

## Filmografie en televisie
- Silk Stalkings (1994-1997) – tv-serie, 2 afl.
- Timemaster (1995)
- Illegal in Blue (1995)
- Silent Lies (1996)
- Buffy the Vampire Slayer (1997-2003) – tv-serie, 8 afl.
- Green Sails (2000)
- Bull (2000-2001) – tv-serie, 11 afl.
- Bill the Intern (2003)